# Міністерство закордонних справ Ізраїлю
Міністерство закордонних справ (МЗС) Ізраїлю (івр. משרד החוץ; араб. وزارة الخارجية; Місрад га-хуц) — одне з найважливіших міністерств в ізраїльському уряді. Міністерство відповідає за реалізацію зовнішньої політики Ізраїлю, заохочення економічних, культурних і наукових зв'язків з іншими країнами.
Міністерство закордонних справ розташоване у комплексі урядових будівель в районі Гіват-Рам, Єрусалим. Міністерство очолює Елі Коен (з 29 грудня 2022).

## Історія
У перші місяці 1948 року, коли урядові установи майбутнього держави Ізраїль тільки формувалися, МЗС розташовувався в будівлі в покинутій селі темплерів Сарона (Sarona) на околиці Тель-Авіва. Відповідальним за зовнішні зв'язки був призначений Моше Шарет, який раніше очолював політичний відділ Єврейського агентства.

## Дипломатичні відносини
На серпень 2010 року Ізраїль підтримує дипломатичні відносини зі 159 країнами і має 101 дипломатичну місію, у тому числі 76 посольств, 20 генеральних консульств і 5 спеціальних місій: місія при Організації Об'єднаних Націй (Нью-Йорк), місії при установах ООН в Женеві, Парижі, Відні і посол при Європейському співтоваристві (Брюссель)
У жовтні 2000 року, після початку 2-ї інтифади, Марокко, Туніс і султанат Оман закрили ізраїльські представництва у своїх країнах і припинили відносини з Ізраїлем. Нігер, відновив дипломатичні відносини з Ізраїлем у листопаді 1996 року, перервав їх у квітні 2002 року. Венесуела і Болівія перервали дипломатичні відносини з Ізраїлем у січні 2009 року внаслідок операції «Литий свинець» проти Хамасу в Газі.

## Підрозділи
У складі МЗС працюють такі підрозділи:
- Консульський відділ
- Протокольний відділ
- Відділ навчання і підвищення кваліфікації персоналу міністерства
- Юридичний радник
- Зі зв'язків із Африкою
- Зі зв'язків із Єгиптом
- З наукових і культурних зв'язків
- З економічних зв'язків
- Інформації та ЗМІ
- МАШАВ: центр інтернаціонального співробітництва
- Зі зв'язків із єврейською діаспорою

## Будівля міністерства
Проєкт нової будівлі МЗС, розташованого в урядовому комплексі в районі імені Бен-Гуріона біля кнесету, розробили єрусалимські архітектори Колкер та Епштейн у співпраці з канадською фірмою «Diamond, Donald, Schmidt & Co.» (Торонто). У червні 2001 року проєкт будівлі удостоїли призу «Королівського інституту архітекторів» Канади.